# Rimantas Kaukėnas
Rimantas Kaukėnas (Vilnius, 11 aprile 1977) è un ex cestista lituano.

## Carriera
Ha iniziato la sua attività cestistica nei college statunitensi.
Dopo aver militato nei New Jersey Shorecats nella USBL, nella stagione 2000-01 firmò per l'Hapoel Galil Elyon. La stagione successiva Rimantas tornò in patria al Lietuvos Rytas, mentre nelle due successive giocò prima ad Ostenda, in Belgio, e poi a Bonn, in Germania.
Nel 2004 arrivò in Italia, a Cantù, e le sue prestazioni lo portarono alla Montepaschi Siena dove rimase per sei stagioni, fatta eccezione per una breve parentesi al Real Madrid, e con cui vinse cinque scudetti oltre a quattro Supercoppe italiane e due Coppa Italia.
Il 2012 fu l'anno del nuovo ritorno in patria, allo Žalgiris, e l'anno successivo, dopo una breve esperienza con il Saski Baskonia, si trasferì alla Pallacanestro Reggiana con cui vinse l'EuroChallenge e la Supercoppa Italiana. Sotto la sua guida (è stato capitano nella stagione 2015-16, a seguito del passaggio di Andrea Cinciarini all'Olimpia Milano) la Reggiana raggiungerà due finali scudetto consecutive.
Il 6 luglio 2016 annuncia il ritiro dal basket giocato.
Il 6 gennaio 2017 annuncia il suo ritorno in campo sempre con la maglia della Pallacanestro Reggiana. Rimantas è tornato in campo per il girone di ritorno, debuttando il 22 gennaio 2017 al PalaBigi nella partita contro la Juvecaserta.

## Palmarès

### Club
- Campionato lituano: 2

Lietuvos rytas Vilnius: 2001-2002
Žalgiris Kaunas: 2012-2013
- Campionato italiano: 4

Mens Sana Siena: 2006-2007, 2007-2008, 2008-2009, 2010-2011
- Campionato italiano: 1 (revocato)

Mens Sana Siena: 2011-2012
- Coppa Italia: 2

Mens Sana Siena: 2009, 2011
- Coppa Italia: 1 (revocato)

Mens Sana Siena: 2012
- Supercoppa italiana: 5

Mens Sana Siena: 2007, 2008, 2010, 2011
Pallacanestro Reggiana: 2015
- Lega NEBL: 1

Lietuvos rytas Vilnius: 2002
- EuroChallenge: 1

Pallacanestro Reggiana: 2013-2014

### Nazionale
- Europei: 
 Spagna 2007

### Individuale
- MVP finali Serie A: 1

Mens Sana Siena: 2007